# 생명정치
생명정치는 정치적, 철학적 맥락을 통하여 생명과 그 부속 현상을 설명하려는 다양한 시도와 이에 의해 정의된 일련의 개념들을 의미한다. 다양한 학자들이 생명정치를 규정하려는 시도를 해왔으며, 미셸 푸코와 조르조 아감벤 등이 대표적이다.

## 관련 문헌
- 미셸 푸코 (2008), 《생명관리정치의 탄생: 콜레주 드 프랑스 강의 1978~79년》 (심세광 역), 난장. ISBN 9788994769097
- 토마스 렘케 (2007), 《생명정치란 무엇인가》 (심성보 역), 그린비. ISBN 9788976827920

## 같이 보기
- 에토스
- 자연주의
- 포스트모더니즘
- 생태주의
- 미셸 푸코